# Ophrestia pentaphylla
Ophrestia pentaphylla är en ärtväxtart som först beskrevs av Nicol Alexander Dalzell, och fick sitt nu gällande namn av Bernard Verdcourt. Ophrestia pentaphylla ingår i släktet Ophrestia och familjen ärtväxter. Inga underarter finns listade i Catalogue of Life.